# Споднє Страниці
Споднє Страниці (словен. Spodnje Stranice) — поселення в общині Зрече, Савинський регіон, Словенія. 
Висота над рівнем моря: 457,8 м.